# Gus and the Anarchists
Gus and the Anarchists é um curta-metragem de comédia mudo norte-americano, realizado em 1915, com o ator cômico Oliver Hardy.